# Động đất Kurşunlu 1951
Động đất Kurşunlu 1951 (tiếng Thổ Nhĩ Kỳ: 1951 Kurşunlu depremi) là trận động đất xảy ra vào lúc 20:33 (TRT) ngày 13 tháng 8 năm 1951. Trận động đất có cường độ 6.9 richer, tâm chấn độ sâu khoảng 10 km. Hậu quả trận động đất đã làm 50 người chết và 3.354 người bị thương.